# Зверинице из режије
„Зверинице из режије” је југословенска телевизијска серија снимљена 1976. године у продукцији РТВ Словенија.

## Улоге
| Глумац          | Улога  |
| --------------- | ------ |
| Вида Чагран     | (глас) |
| Бранко Цасерман | Луткар |
| Мирко Черниц    | Луткар |
| Карла Годич     | Луткар |
| Ото Паштирк     | Луткар |
| Рудо Павалец    | (глас) |
| Аница Сивец     | (глас) |
| Иво Сович       | Луткар |
| Марија Стонич   | (глас) |
| Петер Терновшек | (глас) |
| Бреда Варл      | (глас) |
| Аница Вебле     | (глас) |

Комплетна ТВ екипа ▼
| Редитељ    | Марјан Циглич   |
| Сценариста | Милко Матицетов |
| Композитор | Марјан Белина   |
| Композитор | Борис Роскар    |